# Pipreola pulchra
A Pipreola pulchra a madarak osztályának verébalakúak (Passeriformes) rendjébe és a kotingafélék (Cotingidae) családjába tartozó faj.

## Rendszerezése
A fajt Carl Eduard Hellmayr osztrák ornitológus írta le 1917-ben, az Euchlornis nembe Euchlornis pulchra néven.

## Előfordulása
Dél-Amerikában, az Andok keleti oldalán, Peru területén honos. Természetes élőhelyei a szubtrópusi vagy trópusi hegyi esőerdők. Állandó, nem vonuló faj.

## Megjelenése
Testhossza 18 centiméter.

## Életmódja
Gyümölcsökkel táplálkozik.

## Természetvédelmi helyzete
Az elterjedési területe nagy, egyedszáma viszont csökken, de még ne éri el a kritikus szintet. A Természetvédelmi Világszövetség Vörös listáján nem fenyegetett fajként szerepel.